# NSW Building Society Open 1984
NSW Building Society Open 1984  - чоловічий і жіночий тенісний турнір, що проходив на відкритих трав'яних кортах White City Stadium у Сіднеї (Австралія). Належав до Volvo Grand Prix 1984 і Світової чемпіонської серії Вірджинії Слімс 1984. Жіночий турнір тривав з 19 листопада до 25 листопада 1984 року, чоловічий - з 10 до 16 грудня 1984 року. Джон Фіцджеральд і Мартіна Навратілова здобули титул в одиночному розряді.

## Фінальна частина

### Одиночний розряд, чоловіки
Джон Фіцджеральд —  Семмі Джаммалва 6–3, 6–3
- Для Фітцджералда це був 2-й титул за сезон і 12-й - за кар'єру.

### Одиночний розряд, жінки
Мартіна Навратілова —  Енн Гендрікссон 6–1, 6–1
- Для Навратілової це був 13-й титул в одиночному розряді за сезон і 99-й — за кар'єру.

### Парний розряд, чоловіки
Пол Еннекон /  Хрісто ван Ренсбург —  Том Галліксон /  Скотт Маккейн 7–6, 7–5
- Для Еннекона це був 1-й титул за кар'єру. Для ван Ренсбурга це був єдиний титул за сезон і 2-й - за кар'єру.

### Парний розряд, жінки
Клаудія Коде-Кільш /  Гелена Сукова —  Венді Тернбулл /  Шерон Волш 6–2, 7–6
- Для Коде-Кільш це був 5-й титул за сезон і 11-й — за кар'єру. Для Сукової це був 5-й титул за сезон і 6-й — за кар'єру.